# ヤン・ヴィシャティチ

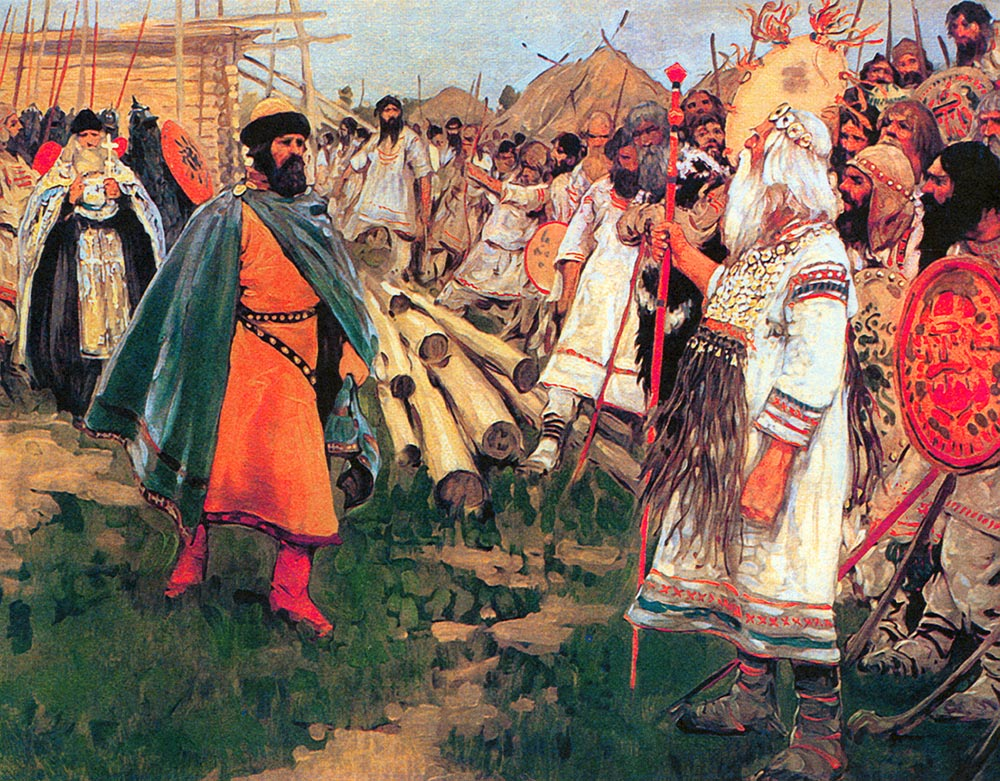
「ヤンと異教徒」
（セルゲイ・イヴァノフ(ru)）

ヤン（またはイオアン、イヴァン）・ヴィシャティチ（ロシア語: Ян(Иоанн,Иван) Вышатич、1016年頃 - 1106年6月24日）はキエフのトィシャツキー（千人長）である。キエフ大公ヤロスラフのヴォエヴォダ（軍司令官）ヴィシャタの子。

## 生涯
1071年、チェルニゴフ公スヴャトスラフのためにロストフ圏 でダーニ（貢税）を徴収し、同時に、不作と飢饉によって引き起こされたベロオゼロでの蜂起を鎮圧した。年代記の記述によれば、蜂起を率いた2人のヴォルフ（ロシア語: Волхв / 妖術師）は、飢饉の年に隠していた麦・蜂蜜・魚などを取り出してみせ、人々を欺いていた。ヤンは信仰や教理に関する問答の末、民衆を味方につけ、2人のヴォルフを殺した。
1093年、チェルニゴフ公ウラジーミル・モノマフと共にポロヴェツ族への遠征を行った（ストゥグナ川の戦い(ru)）。1106年には兄弟のプチャタと共にザレチスク周辺を征圧した。
年代記やペチェルスキーの聖人伝には、ヤンとその妻・マリヤのキリスト教的な徳を褒め称える記述がある。ヤンの息子のヴァルラーム(ru)は、キエフ・ペチェールシク大修道院の初代典院となった。